# آرامگاه سردار مفخم
آرامگاه سردار مفخم مربوط به دوره پهلوی است و در شهرستان ابرکوه، بخش مهردشت، شهر مهرآباد واقع شده و این اثر در تاریخ ۷ مهر ۱۳۸۱ با شمارهٔ ثبت ۶۳۰۹ به‌عنوان یکی از آثار ملی ایران به ثبت رسیده‌است.
آرامگاه سردار مفخم در شهر مهردشت شهرستان ابرکوه در ابتدای جاده مهرآباد به اسفندآباد قرار دارد. این بنا با پلانی مستطیل شکل و مساحتی بالغ بر ۲۵۰ مترمربع در راستای شرقی – غربی از خشت خام و آجر و گل همراه با پوشش کاهگل و تزئینات گچی ساخته شده‌است. قسمتهای شاخص و قابل توجه بنا را صفه‌های سه ضلع و گنبد آجری ترکی که بر پایه‌ای ۸ ضلع قرار گرفته‌است. در زیر گنبد اتاق مربع شکل همراه با گوشه‌سازی و تزئینات گچبری است قرار دارد و قبر علی‌اکبر خان مفخمی مهرآبادی معروف به سردار مفخم در آنجاست (ضلع شمالغربی).
درب اصلی بنا در ضلع جنوب قرار دارد و رو به خیابان باز می‌شود که با یک حریم (پیاده‌رو) ۲ متری محافظت می‌شود. این بنا از ابتدا جهت مقبره شخصی و حسینیه به فرمان صاحب قبر (علی اکبر خان مفخمی) ساخته شده‌است و به گفته اهالی از قدیم نماز عید فطر در حریم این بنا برگزار می‌شده و به زمین مصلی مشهور است. قدمت این بنا نزدیک به یک قرن می‌باشد؛ سردار مفخم حکم سرداری خود را در سال ۱۳۲۷ هجری از دست احمدشاه قاجار دریافت کرد و وی از جمله خان‌های بود که عده ای از ترکان قشقایی را در مهرآباد یکجانشین کرد و با ناصر خان قشقایی روابط گرمی داشت حتی اینکه با ارسال تفنگ و سرباز و پول به کمک او در مقابل انگلیسی‌ها ایستاد و همچنین اسماعیل خان پسر او می‌باشد.